# Guardão
Guardão is een plaats (freguesia) in de Portugese gemeente Tondela en telt 1834 inwoners (2001).